# Heterophasia gracilis
Síbia-cinzenta ou sibia-cinzenta (Heterophasia gracilis) é uma espécie de ave da família Timaliidae.
Pode ser encontrada nos seguintes países: China, Índia e Myanmar.
Os seus habitats naturais são: regiões subtropicais ou tropicais húmidas de alta altitude.